# Aloe fleuretteana
Aloe fleuretteana ist eine Pflanzenart der Gattung der Aloen in der Unterfamilie der Affodillgewächse (Asphodeloideae). Das Artepitheton fleuretteana ehrt Fleurette Andriantsjlavo, die Leiterin der Direction de la Planification des Eaux et des Forêts von Madagaskar.

## Beschreibung

### Vegetative Merkmale
Aloe fleuretteana wächst stammbildend, sprosst von der Basis aus und bildet dichte Gruppen. Die aufrechten Stämme sind 40 bis 50 Zentimeter lang und weisen einen Durchmesser von 6 bis 7 Millimeter auf. Die etwa zehn lanzettlich-verschmälerten Laubblätter bilden lockere Rosetten. Die grüne Blattspreite ist 13 Zentimeter lang und 8 Zentimeter breit. Auf ihr befinden sich feine weiße Stiche und Flecken. Die stechenden, dreieckigen Zähne am Blattrand sind 2 Millimeter lang und stehen 2 bis 4 Millimeter voneinander entfernt. In der Nähe der Blattspitze fehlen sie.

### Blütenstände und Blüten
Der aufrechte, einfache Blütenstand erreicht eine Länge von bis zu 35 Zentimeter. Die lockeren, zylindrischen Trauben bestehen aus zehn bis zwölf Blüten. Die Brakteen weisen eine Länge von 10 bis 15 Millimeter auf. Die glänzend zinnoberroten Blüten werden zur Spitze weißlich und besitzen grüne Spitzen. Sie stehen an 10 bis 15 Millimeter langen Blütenstielen. Die Blüten sind 28 Millimeter lang und an ihrer Basis flach. Oberhalb des Fruchtknotens sind die Blüten kaum verengt. Darüber weisen sie einen Durchmesser von 7 Millimeter auf. Ihre äußeren Perigonblätter sind auf einer Länge von etwa 6 Millimetern nicht miteinander verwachsen. Die Staubblätter und der Griffel ragen kaum aus der Blüte heraus.

## Systematik und Verbreitung
Aloe fleuretteana ist auf Madagaskar im Buschland auf Granit verbreitet. 
Die Erstbeschreibung durch Werner Rauh und Raimond Gerold wurde im Jahr 2000 veröffentlicht.

## Nachweise